# Photogéomodélisation
 (mars 2011).
- Si vous ne connaissez pas le sujet, laissez ce bandeau (vous pouvez alors contacter les auteurs).
- Si vous supprimez le contenu mis en cause (vous pouvez préalablement contacter les auteurs),

argumentez précisément cette suppression dans la page de discussion
(un manque de référence n'est pas un argument ; une recherche réelle de référence doit avoir été effectuée, être formellement documentée).
 (mars 2011).
Si vous disposez d'ouvrages ou d'articles de référence ou si vous connaissez des sites web de qualité traitant du thème abordé ici, merci de compléter l'article en donnant les références utiles à sa vérifiabilité et en les liant à la section « Notes et références ».
La photogéomodélisation (photogeomodelling en anglais) est un procédé permettant de créer à partir de photographies des modèles 3D et géolocalisés, c'est-à-dire positionnés à l'aide des coordonnées géographiques. 
Ce procédé s’applique en général à des zones spatiales de quelques hectares, modélisées à partir de photographies aériennes des lieux. Cette technologie, aujourd’hui en phase de développement, présente des applications dans des domaines aussi variés que l’archéologie ou l’humanitaire.
Ce terme a été introduit pour la première fois par l’association française ORA (Observer, Relever, Analyser), lors d’essais en octobre 2009. Cette étude avait pour ambition d’établir à moindre coût une carte 3D de terrains d'une zone géographique donnée pour évaluer les risques d'inondation.

## Caractéristiques
Reconstruction 3D
La reconstruction 3D est générée automatiquement par un logiciel et uniquement à partir des photographies de la zone. La reconstruction est texturée et la texture extraite des photographies.
Géolocalisation
La reconstruction est géolocalisée : elle est orientée à l'aide de la verticale et des coordonnées géographiques d’au moins un des points de la zone reconstruite.
Mise à l’échelle
La reconstruction est à l’échelle. La mise à l’échelle est générée automatiquement par le logiciel à partir des coordonnées GPS des différentes prises des photographies utilisées pour la reconstruction. Il est ainsi possible de faire des mesures sur la reconstruction.

## Applications pratiques
Applications à but humanitaires
La photogéomodélisation présente de nombreuses applications dans les missions humanitaires, notamment dans la gestion de crise. En effet cette technologie permet de suivre jour après jour l’évolution d’un territoire en situation d’urgence (séisme, tsunami, éruption volcanique, inondations…) et ainsi d’adapter et d’organiser l’aide en conséquence. Cette méthode présente l’intérêt d’être simple et rapide à mettre en place et d’être relativement peu coûteuse.
Applications professionnelles
- Archéologie

La photogéomodélisation présente un intérêt lors des fouilles archéologiques. Elle permet de modéliser en 3D la zone fouillée et ainsi de garder une représentation réaliste de la zone une fois les fouilles terminées et le terrain recouvert (construction d’un bâtiment, d’une route etc.). Elle permet également d’effectuer des mesures de la zone.
- Aménagement et exploitation du territoire

La photogéomodélisation présente un intérêt dans les domaines de l’aménagement et de l’exploitation du territoire, notamment pour les travaux de terrassement. Elle permet ainsi d’évaluer les volumes des tranchées réalisées ainsi que les volumes des tas de terre à évacuer.
- Autres applications possibles

Parmi les autres applications possibles on peut lister : les projets immobiliers : insertion du projet (image de synthèse) dans son environnement en 3D (obtenu par photogéomodélisation) ; Infographie 3D : modélisation de scènes réalistes en trois dimensions pour l’univers des jeux vidéo ou des films en image de synthèse.

## Techniques
À l’heure actuelle, il n’existe pas de solution intégrée permettant d’obtenir directement à partir de photographies aériennes une reconstruction 3D. Toutefois, plusieurs solutions existent combinant l'utilisation de plusieurs logiciels.

### Principe
Le principe de la photogéomodélisation est le suivant:
- Prise de photos aériennes de la zone considérée à l’aide d’un appareil équipé d’un GPS. Les photos peuvent être prises depuis un avion ou un drone.
- Les photos sont ensuite converties en un maillage de points pour former la reconstruction 3D. La texture des objets est reconstruites directement à partir des photographies.
- À partir des données GPS des prises de vue, la reconstruction est mise à l'échelle et est géolocalisée.
- Une fois la reconstruction effectuée, il est possible de manipuler la scène en 3D et d'effectuer des  mesures sur n'importe quels objets la constituant.

### Exemple de résultat

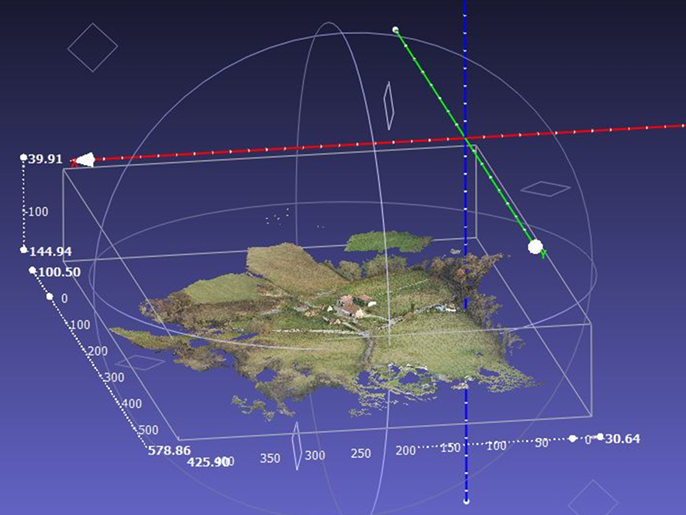
Reconstruction 3D sous Meshlab

À l’issue de la reconstruction 3D, on obtient  un modèle de la zone qui est orienté (points cardinaux), à l’échelle (il est possible d’effectuer des mesures relativement précises). La reconstruction est réaliste, les textures étant extraites directement des photos d’origine et calquées sur l’objet 3D.